# 므롱고보

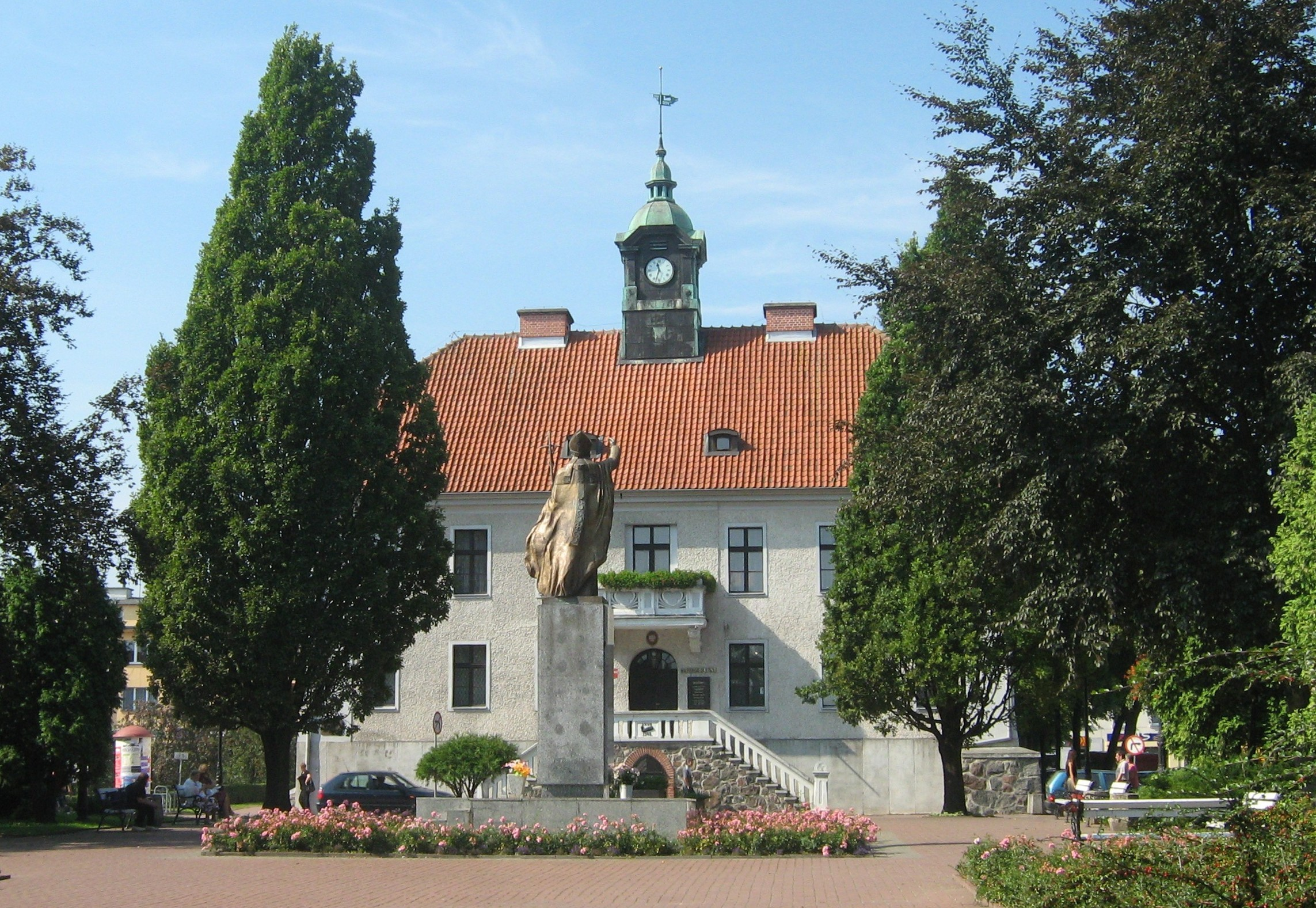
므롱고보 시청

므롱고보(폴란드어: Mrągowo, 1947년 이전까지의 이름: 종치보르크(Żądźbork), 독일어: Sensburg 젠스부르크[*])는 폴란드 북동부 바르미아마주리주에 위치한 도시로 면적은 14.8km2, 높이는 200m, 인구는 21,772명(2006년 기준), 인구 밀도는 1,500명/km2이다. 올슈틴에서 동쪽으로 약 60km 정도 떨어진 곳에 위치한다.

시기
시 문장